# Историја Мађарске
Историја Мађарске прати историју простора Панонске низије и околних простора од доласка Мађара до данашњих дана.

## Прапостојбина Мађара
Мађари (мађ. Magyarok), су били номадски народ чији је језик био угрофинског порекла. Дошао је на данашње просторе из источне Европе. У антрополошком смислу, народ који се настанио у 9. веку био је различитог порекла. Део је потицао из Азије, али је већ тада био значајан турски и словенски елеменат у етногенези тадашњег народа. То мешање разних антрополошких типова се одигравало приликом боравка у источној Европи., а наставила се и након насељавања у панонску низију. Најстарија позната постојбина им је била у крајевима у околини реке Волге прозваном Магна Хунгарија.
Између 7. и 9. века Мађари су живели поред реке Дон, у крају званом Етелкез (мађ. Etelköz). Услед учесталих напада других племена, Мађари су се раздвојили у две групе — једни су отишли на запад а други на југ. Западна група је 895. године прешла Карпате и сместила се у просторе Панонске низија а јужна група је основала Куммађарију (мађ. Kummagyaria) која је опстала до 1396. године.

## Досељавање Мађара у Панонску низију
Приликом досељавања, које се догодило у 9. веку под вођством Арпада (мађ. Árpád), Мађари су дошли у конфедерацији од седам мађарских и три хазарска племена. Свако од седам мађарских племена је представљало језгро будуће нације и свако је имало свог везира, што је у модерној историји познато као Седам везира (A hét vezér). Претпоставља се да име Угри потиче од турске речи оногур што значи десет стрела, што би одговарало броју удружених племена приликом досељавања. Прво су се 896. године населили у Ердељ, одакле су прешли у остале делове Панонске низије и делове данашње Мађарске, где су се помешали са већ постојећим становништвом које је живело на овим просторима.
Досељавање на нове просторе десило се под вођством Арпада, којег каснији писани извори представљају као јединог и врховног вођу заједнице племена, која су се доселила на данашње подручје Мађарске. После Арпада на власти су се смењивале разне племенске вође. Геза (мађ. Géza), (971—997), кнез из куће Арпадовића, одлучио је да се придружи хришћанској Европи и да направи Мађарску по европском моделу. Одмах је и утемељио династију и именовао свог сина Вајка (мађ. Vajk) за наследника. Вајк је у ствари паганско име будућег краља Светог Стефана који је и завршио очев посао и увео хришћанство међу Мађаре, као што је и утемељио државу 1000. године, када је добио свету круну од папе Силвестера II. Папа Силвестер II, уз сагласност цара Отона III, послао је Стефану златну круну опточену драгуљима, чиме га је јануара 1001. признао као хришћанског краља Мађарске.

## Средњовековно краљевство (1000—1526)
Мађари су се организовали у државу и прешли у хришћанство на крају 10. века, тачније, држава је основана 1000. године. Први мађарски краљ је био Вајк, што значи јунак, који ће касније добити хришћанско име Стефан I (мађ. I. István). Крунисање је било исте године по једним изворима, а по другим 1. јануара 1001. године. До 1006. године успео је учврстити своју власт, уклонивши све супарнике који су се или одупирали хришћанству или су хтели да се ослоне на Византију. Када је завршио са противницима, почео је да уводи реформе и ствара јаку феудалну државу западног типа.
Оваква држава је успела већ у рано доба да се одупре притисцима немачких краљева као и номадских народа са истока. Део ових номада је асимилиран међу Мађаре, а известан број Немаца је насељен у Ердељ и делове данашње Словачке. Краљ Ладислав I заузима 1090. Славонију, а 1102. краљ Калман узима титулу краља Хрватске и Далмације.

### Племство
Према старим хроникама, Мађари који су се доселили на просторе Панонске низије, себе су сматрали слободним људима (у то доба је били нормално имати роба-слугу) и као такви су формирали владајући, племићки слој, који је имао привилегије у новооснованој држави. Првобитно то су били само Мађари а касније и Немци и Пољаци. Из овог слоја је постепено опет дошло до раслојавања, из кога се развио такозвани средњи племићки сталеж, који се састојао не само од Мађара, него и од припадника осталих народа (Чеси, Словаци, Пољаци, Немци, Срби, Секељи, итд.) који су се потчинили новооснованој држави и признали је. Проценат средњег племићког сталежа је био необично висок у односу на остале околне државе, достигао је цифру од 5—7% од укупног броја становништва, што је једино са Пољском било упоредиво, док је проценат у осталим државама износио 1—2%.
Првобитно, бити мађарски племић није значило да је особа, племић, богата. Племић је могао бити и обичан сељак. Тада је била важна само титула. Правила су описана у писаном документу, Златној були, у којој су се ограничавала права вишег сталежа, па и самог краља. Златна була је издата 1222. године. Владара су по том документу бирали племићи и нису му се заклињали на верност. По том правилу власт није имао човек већ Света круна, којој су сви служили.

### Татарска најезда
У Мађарској историји Монголи и Татари су стицајем околности повезани и мађарски историчари их често мешају.
Краљевину Мађарску су у периоду 1241—1242. похарале освајачке војске Монгола на челу са Бату-каном. Ова инвазија је трајала годину дана и како су дошли тако су и нестали са тла Мађарске. За собом су оставили пустош, попаљена села и градове, велики број становништва је или убијен или одведен у ропство. Да би се одбранио од ове најезде, тадашњи краљ Мађарске Бела IV масовно је почео да гради замкове за одбрану. Из тог времена потиче и тврђава у Трогиру (мађ. Trau) а такође и средњовековна тврђава у Будиму. Због сталног превирања и кретања Монгола, Бела IV је у то време имао две престонице Естергом и Секешфехервар.

### Борбе за власт
Године 1301, је умро и последњи владар из династије Арпадовића Андраш III (Андрија III). Настао је период превирања и борбе за власт, што је веома ослабило државу. Ова ситуација је потрајала све док власт није преузела особа која је имала крвно сродство по женској линији са Арпадовићима, из династије Анжујаца, и то је био Карољ Роберт (мађ. Károly Róbert — Caroberto), рођен у Вишеграду поред Будимпеште. Његов син Лудовик I Анжујски (мађ. I. Lajos), наставио је владавину Анжујаца, а престоница му је била град Вишеград.
У 15. веку Краљевина Мађарска је важила за једну од јачих војних сила Европе. За време владавине краљева Жигмунда Луксембуршког (мађ. Luxemburgi Zsigmond) и Матије Хуњадија (мађ. Hunyadi Mátyás), Мађарска је доживела свој културни процват, који се изказао у виду ренесансних грађевина у новој престоници Будиму. Најпознатија грађевина из тог доба је Матијин дворац са краљевским вртом.
Матију Хуњадија су на власти наследили Јагелонци, тачније Владислав II Јагелонац. Али тада је већ на видику била нова опасност, Османлије. Цео 16. век је прошао у борби са Турцима и донео је нове поразе Мађарској, слабљење државне моћи, губљење територија и независности.
Током овог периода, Мађарска краљевина је успела одржати своју конститутивну независност преко племићке слободе, привилегованог становништва (Секеља, Саса, Јаса-Куна) и слободних краљевских градова Будима (Buda), Кошица (Kassa), Братиславе (Pozsony) и Клуж-Напоке (Kolozsvár).

## Рани нови век (1526—1867)

### 1526—1740.
За око 150 година проведених у борби са Турцима, Мађари су изгубили велики део својих територија до 1556. године. После Мохачке битке 1526. године, уследило је раздобље борби за превласт међу племићима и владајућом класом — једни су се приклонили Хабзбурговцима а други Османлијама, где год су видели већу корист или могућност за напредак. Подељено племство је изабрало два владара — источни део Мађарске је био за Јаноша Запољу (мађ. Szapolyai János), док је западни део признао Фердинанда I.
Ове борбе за власт и подела довеле су до грађанског рата који су Турци искористили и освојили 1541. године Будим и тиме додатно поделили Мађарску на три дела — северозападни део (данашња Словачка), западни прекодунавски крајеви (Градиште) и североисточни део.
Подручја под турском влашћу је већина племства и становништва напустила. Многа мања насеља су нестала. У овим подручјима, пошто се Турци нису мешали у веру, међу Мађарима се раширио калвинизам (противреформација), а међу Хрватима, због снажног деловања Фрањеваца, задржао се католицизам.
У Хрватској, Славонији и касније у Банату створила се војна крајина која служи као облик заштите против даљњег турског надирања. Пожун постаје главни град Краљевине Мађарске (1536—1784), крунски град (1563—1830) и седиште крунског савета (1536—1848).
Између 1604. и 1711. године редом су избијале побуне мађарског и хрватског племства против хабзбуршке власти, а у централном мађарском делу такође се изражавало незадовољство католицизмом. Најпознатије побуне су се десиле 1671. године — такозвана зринско-франкопанска завера, која је у крви угушена и 1711. године и позната под називом Ракоцијева борба за независност. Ова потоња побуна такође је угушена и Ференц Ракоци је био присиљен да побегне прво у Пољску, па у Француску и на крају у Турску где је и 1735. године умро. Да би ослабила и спречила нове побуне, хабзбуршка власт је порушила доста граничних тврђава, а грађевински материјал је дала становништву на употребу.
У 1683. години избио је нови сукоб између Аустрије и Турске, такозвани Велики турски рат, који траје све до 1699. године. Хришћанске снаге су тада ослободиле прво Будим, а затим и остатак монархије, осим дела око града Темишвара. У том периоду Хрватској су враћене Славонија и Лика, а Млетачкој републици Далмација.
Карловачким миром 1699. године ово стање је потврђено, а 1718. године целокупна територија Мађарске је ослобођена од Турака.

### 1740—1780.
Доласком Марије Терезије на власт 1740. године, Аустрија се суочила са опасношћу ратова за наслеђе. Пруски краљ Фридрих II Велики није признавао Прагматичну санкцију из 1713. године и самим тим ни власт Марије Терезије у Аустрији и осталим деловима монархије, те је напао Шлезију и тиме започео рат за аустријско наслеђе који је трајао све до 1748. године. Поред овога рата, Аустрија је била увучена у још неколико ратова и сукоба (Седмогодишњи рат, Рат за баварско наслеђе) чиме је трошила унутрашње резерве и снагу државе.
Већ у време Карла VI, па онда у време Марије Терезије, Мађарска је била страховито економски исцрпљена ратовима и турским пустошењима, па је тиме и драстично смањен број становника. Да би попунили опустошена подручја Хабзбурзи су почели да насељавају та подручја прво Немцима, а после и осталим народима. Тада се популација Мађарске у периоду од 1720. до 1787. године утростручила, а број Мађара више није достизао ни половину од укупног броја становништва.
Средином 18. века привреда Мађарске се заснивала на пољопривреди (90% становништва се бавило пољопривредом), а племство се није превише бринуло о некој модернизацији земљорадње или о увођењу нових метода у сточарству. Између 1767. и 1848. године многи сељаци су напустили земљопоседнике и постали слободни радници, али у то време индустрија је још била слабо развијена тако да као таква није нудила довољно посла за новостворену радничку класу.

### 1780—1848.
Јозеф II који је био под јаким утицајем просветитељства, централизовао је власт над целим царством, донео нове уредбе и владао је као апсолутиста. Одбио је крунисање за мађарског краља да би избегао правне одредбе на које би се том приликом морао заклињати.
Године 1781, прогласио је Патент о толеранцији којим су протестанти и православни хришћани добили грађанска права, а Јеврејима је дато право на богослужење. Такође је уместо латинског језика увео немачки језик као званични у свим земљама у којима је владао. Сељацима је дозволио слободу кретања, женидбе и могућност изучавања заната. Подручје Мађарског краљевства, Хрватске и Велике кнежевине Трансилваније спојио је у једно административно подручје које је названо „Земље круне светог Стефана“. Хрватски сабор је 1790. године донео одлуку да се сва власт пренесе на Мађарско намесничко веће и тиме је персонална унија прерасла у стварну, реалну унију. Тим чином су Хрвати хтели да се, удружени са Мађарима, заједнички лакше одбране од тадашње надируће германизације.
У то време Француске револуције и отпора германизацији у Мађарској је дошло до политичког и културног препорода.
За време Наполеонских ратова, мађарски сабор се читавих десет година није састајао али од 1820. почиње раздобље реформи. Међутим племство се није хтело одрећи својих повластица и народни покрет је постизао само своје националне циљеве, али не и друштвене и економске.
Мађарски језик је уведен као службени, уместо немачког, што је имало и негативан одјек у осталим деловима краљевства и ојачао је покрете словачког и хрватског народног препорода.
У периоду 1836—1840. у Краљевини Мађарској било је 36—37% Мађара, док је попис из периода 1850—1851. довео до бројке од 45,4%.
После 1840. године процес реформи је заустављен, а Метернихов апсолутизам довео је до ширења револуционарних идеја.

### 1848—1867.
У Будиму и Пешти су 15. марта 1848. године одржани масовни протести против хабзбуршке власти под вођством мађарских реформиста. Том приликом је објављен списак од дванаест захтева у којима су се тражила већа грађанска и национална слобода а такође и већа економска самосталност. У почетку Аустрија је имала намеру да прихвати предлоге јер се суочавала и са побуном у самој Аустрији. Међутим, са угушивањем побуне у Аустрији, Хабзбурговци су се окренули решавању проблема у мађарском делу царства. У међувремену, под вођством Лајоша Кошута и Лајоша Батјањија, мађарски реформисти су збацили са власти Хабзбурговце и прогласили републику. Доласком Франца Јозефа на власт започела је борба против мађарских револуционара. Централној царској војци су се придружили и представници осталих народа. У Мађарском краљевству, то су били они који нису хтели да прихвате мађарску власт (Хрвати, Срби, Словаци, Румуни и Немци).
Вођа хрватских снага потчињених Аустрији је био бан Јосип Јелачић. Међутим, са друге стране било је и припадника других народа на страни револуционара, међу њима се посебно истицао Србин Јован Дамјанић који је заповедао 3. мађарским корпусом.
У почетку су мађарске револуционарне снаге (Honvédség) извојевале победу за победом и принудиле Франца Јозефа да затражи помоћ и то ни од кога другог до руског цара Николаја. Руске снаге су напале мађарске револуционаре и помогле Аустрији да угуши побуну. Навалом огромних руских снага, у августу 1849. године, први приморан да се преда је био мађарски генерал Артур Гергељ (Artúr Görgey).
Аустријски војсковођа Јулијус Фрајхер фон Хајнау (Julius Freiherr von Haynau) је постао војни управитељ Мађарске у наредних неколико месеци. После угушења револуције, 6. октобра 1849. године је наредио је погубљење свих 13. револуционарних вођа, заједно са министром Батјањијем. Лајош Кошут је успео да побегне на време у иностранство и да избегне погубљење.
Следећих година после револуције, Мађарска је била подељена у пет округа под војном управом. Врховним управитељем је био именован надвојвода Албрехт фон Хабзбург (Albrecht von Habsburg).

## Мађарска у саставу Двојне монархије
Да би очувао јединство, Франц Јозеф I је одлучио да преобликује читаву монархију и изврши реформе. Имао је проблема, како у спољној политици — сукоб са Прусима (Битка код Храдец Кралове, Битка код Виса, и пораз у бици код Садове) тако и у унутрашњој — побуне, међунационални односи, незадовољно племство и још много што шта.
Да би све ово почео да доводи у ред, процењено је да прво треба да постигне договор са Мађарима, што је и урађено 1867. године. Бечки двор са једне стране и Мађари, које је предводио Ференц Дејак (мађ. Deák Ferenc) са друге, постигли су такозвани Аустроугарски компромис из 1867. Тим компромисом је створена двојна монархија. Тај договор је, међутим, уместо смиривања донео нове невоље и незадовољство осталих народа, поданика Монархије. Ово незадовољство је нарочито било изражено код Чеха и других словенских народа, припадника двојне монархије. Поново је био успостављен мађарски уставни поредак и Франц Јозеф је био крунисан круном светог Стефана, те је на тај начин постао и званично мађарски краљ.
Следеће године, 1868, склопљен је мађарско-хрватски споразум о присаједињењу Хрватске Мађарској уз задржавање одређеног нивоа аутономије. Трансилванија је такође постала саставни део Краљевине Мађарске.
Тако је Аустроугарска подељена на две државе које су имале заједничког владара, спољну политику, привреду и војску. Први премијер Краљевине Угарске је био Ђула Андраши. Јачи утицај који су овом политиком Мађари добили, омогућио им је да успешно спречавају било какве промене које су одговарале тежњама Чеха или припадника других словенских народа за новим преуређењем земље у тријалистичком облику Немци — Мађари — Словени.
Према попису из 1910. године у Мађарској је говорило (без Хрватске и Славоније)
- Мађарски 54% становништва
- Румунски 16% становништва
- Словачки 11% становништва
- Немачки 10% становништва

И поред свих ових проблема и трзавица, ово доба је било раздобље интензивног економског развоја монархије. Мађарско краљевство је почетком 20. века прерасло у модерну индустријализовану земљу, иако је пољопривреда и даље била доминантна економска грана. Овај јак економски развој је оставио дубок траг, тако да између осталог и данашња административна подела земље потиче из тог доба.
У Првом светском рату, Мађари су се борили на страни Аустрије. Највећа битка у којој су учествовали била је битка против Руса код Пшемисла, а такође су избацили румунске снаге из Трансилваније. Поразом Немачке и Аустрије 1918. године и Вилсоновим мировним споразумом, мађарска војска је распуштена, те је Мађарска остала без војске.

## Мађарска Совјетска Република1918—1919.
Завршетком Првог светског рата и распадом Аустроугарске, настала је нова ситуација за Мађарску.
- Чехословачка је прогласила независност 28. октобра 1918. године, чиме је Мађарска изгубила словачки део и подкарпатска подручја.
- Хрватска је раскинула све односе са Аустријом и Мађарском 29. октобра 1918.
- Мађарска је званично прекинула унију са Аустријом 31. октобра 1918, чиме је Аустроугарска и службено престала постојати.
- Мађарска је прогласила независност 16. новембра 1918. и постала република.
- Српска и француска војска су половином новембра ушле у Бачку, Банат, Срем, Печуј и Темишвар, а 25. новембра 1918. године проглашено је уједињење Војводине са Србијом.
- Румунско веће је 25. новембра 1918. јавило мађарској влади да преузима власт у Трансилванији и 1. децембра 1918. године у Алби Јулији проглашено је уједињење Трансилваније са Краљевином Румунијом.

Државе победнице у Првом светском рату, чланице Антанте, 21. марта 1919. године тражиле су нове територијалне уступке од Мађарске. Због немогућности давања правог одговора, гроф Михаљ Карољи дао је оставку, а на власт је дошла Комунистичка партија Мађарске на челу са Белом Куном која проглашава Мађарску Совјетску Републику. Комунисти су дошли на власт захваљујући томе што су у то време били једина организована група у Мађарској и што су обећавали повратак изгубљених територија. То су планирали да изведу уз помоћ Совјетског Савеза.
У почетку су остварили запажене војне успехе, избацили су чехословачке јединице са спорних подручја и прогласили Словачку Совјетску Републику. Намеравали су да нападну и румунску војску у Трансилванији. Истовремено су национализовали индустрију и трговачка друштва и спровели реформу у изградњи станова, промету, банкарству, здравству и култури. Такође су направили и аграрну реформу која се односила на све земљишне поседе веће од 400.000 m².
Нова влада је имала подршку од народа, али веома кратко. Покушан је и државни удар који није успео, уведена је страховлада, неколико стотина људи је погубљено без суђења. Путем земљишне реформе племићима је одузета земља, али није била подељена сељацима. Иако није изгубила ниједну битку на војном плану, мађарска војска се морала повући са поновно припојених територија под притиском Антанте. Све је то довело до народног незадовољства и губљења подршке у народу. Румунска војска је добила задатак да уђе у Мађарску и разбије отпор што је и успела — 6. августа 1919. године је направила продор и без неког јачег отпора стигла до Будимпеште, уз невиђен терор на свом путу, те је натерала Белу Куна и комунистичке вође да пребегну у суседну Аустрију. Тако је после 133 дана нестала Мађарска Совјетска Република.
После ових догађаја власт у Мађарској су преузеле конзервативне снаге трансилванијског племића Иштвана Бетхлена и бившег главног заповедника аустроугарске морнарице Миклоша Хортија.
Њихова власт се постепено ширила са запада на остала подручја Мађарске, и као и све нове владе, почели су са прогоном неистомишљеника. Многи комунисти и левичари су погубљени, почело се са прогањањем Јевреја који су махом оптуживани за учествовање у неуспелој комунистичкој револуцији. Румунска војска је у повлачењу опустошила земљу, а штете су биле тако велике да се на Мировној конференцији у Паризу из 1919. године од Мађарске није тражило плаћање ратне одштете Румунији.
Са ступањем Миклоша Хортија на власт 16. новембра 1919. полако се враћа стабилност у земљу. Неке од уведених мера су биле затварање присталица Карољија и Беле Куна и забрањивање свих радикалних политичких партија.

## Краљевина Мађарска1920—1944.

### 1920—1938.
У јануару 1920. су одржани први избори у новој Мађарској на којима су први пут у историји Мађарске имале право гласа и жене. Пошто су неке политичке партије биле забрањене, гласање је ишло онако како је постојећа привремена влада то желела. У парламенту је десница добила огромну већину. У марту исте године парламент је и службено поништио аустроугарски уговор из 1867. и у Мађарској је обновљена монархија, али је избор краља одложен до даљег. Уместо краља изабран је Миклош Хорти као краљев намесник. Намесник Хорти је био овлашћен да именује премијера, имао је право вета, право сазивања и распуштања парламента и заповедништво над оружаним снагама.
После преговора у Паризу, Мађарска је била присиљена да потпише Тријанонски мировни споразум. Овим уговором Мађарска је остала без две трећине своје територије и једне трећине становништва од укупно 10 милиона Мађара.
Мађарска је остала без Прекомурја и Међумурја, дела Бачке и Барање који су припали Краљевини Југославији. Део Баната је припао Југославији, а други део Румунији. Југославија је била присиљена да се повуче из Темишвара и околине Печуја које су претходно запосели. Читав Ердељ је припао Румунији, а Горња Угарска (Словачка и подкарпатска подручја) је припојена Чехословачкој док један мали део је припао Пољској. Велики део Бургенланда је после плебисцита припао Аустрији.
Нове међународне границе су одвојиле преостали део мађарског индустријског дела од дела који је био богат сировинама (Трансилванија). Такође се и тржиште смањило. Смањени су извори дрвног материјала, обрадиве површине (смањене за 43%) и рудна богатства су скоро нестала. У самој Мађарској је остало око 51% становништва запосленог у индустрији и око 56% индустрије, од чега чак 82% тешке индустрије и 70% банака.
Мађарска је у јулу 1920. године добила новог премијера у лику грофа Пала Телекија (Teleki Pál), који је, заједно са својом десничарском владом, одмах увео нове мере, као што су непримање политички несигурних елемената на факултете, подела 3.850 km² обрадиве земље како би се придобили сељаци који су играли велику улогу у гласањима и јавном мњењу. Међутим ова влада није успела у својим намерама и морала је да поднесе оставку после сукоба са Карлом I (Karl I. Franz Joseph Ludwig Hubert Georg Maria), последњим царем Аустроугарске. Тај сукоб је довео до поделе на мађарској политичкој сцени. Ову ситуацију је искористио гроф Иштван Бетхлен, који је основао Странку јединства, и био проглашен новим премијером. Карло I од Аустрије или Карло IV од Мађарске је у овом периоду покушавао да дође на власт, али поред Бетхлена и Хортија, није у томе успео.
Следећих десет година Бетхлен је доминирао мађарском политичком сценом. Тајна његовог успеха је била реформисање изборног закона (коју је прилагодио себи), запошљавао је своје присталице у државним службама и манипулисањем изборних резултата у сиромашним подручјима где није било неке веће контроле. Успоставио је ред у земљи, дајући добра места радикалним контрареволуционарима у замену за престанак насиља, престанак прогона Јевреја и политички лево оријентисаних лица. Током 1921. године је склопио споразум са социјал-демократима и синдикатима, где је легализовао њихове активности и ослободио политичке затворенике у замену за социјални мир и престанак ширења антимађарске пропаганде.
Већ 1922. године, увео је Мађарску у Друштво народа и почео отклањати међународну изолацију, склопивши 1927. године споразум о пријатељству са Италијом. Током целог овог раздобља водећа линија мађарске политике је била ревизија Тријанонског споразума и она је служила за заташкавање економских и унутрашњих политичких проблема.
Током велике депресије 1932, политичко расположење у Мађарској је отишло још десније и Миклош Хорти је именовао новог премијера Ђулу Гембеша (Gömbös Gyula). Нови премијер је увео Мађарску у још тешњу сарадњу са Немачком, са којом су склопили спољнотрговински споразум и јака Немачка привреда је извукла Мађарску из економске кризе. Овим је Мађарска постала зависна од Немачке у економском погледу, што је нарочито било изражено код набавке сировина и отвореног тржишта.
Да би обезбедио Мађарску подршку немачкој нацистичкој политици, Адолф Хитлер се служио разним методама. Немачка политика према Мађарској је ишла од обећавања повратка изгубљених територија до претње економским санкцијама и војном интервенцијом. Током 1935. године је у Мађарској основана фашистичка странка. Гембешов наследник, Калман Дарањи (Darányi Kálmán), настојао је да смањи зависност од Немачке и самим тим и немачки притисак. Донео је закон у коме је ограничио присутност Јевреја на 20%, по професијама. Међутим то није задовољило ни Немце ни мађарске радикале. Дарањи је дао оставку 1938. и нови премијер је постао Бела Имреди (Imrédy Béla). Имреди је покушао ојачати односе са Уједињеним Краљевством, али после Аншлуса Аустрије, поново је био присиљен да се ослони на Немачку. Како би још више осигурао свој положај, Имреди је потискивао своје супарнике, забранио је и фашистичку странку, преуредио владу на тоталитарним основама и донео још оштрији Други јеврејски закон. Тај закон је потврдила следећа влада на челу које је био Пал Телеки (Teleki Pál).

### 1938—1945.
Бечким диктатом мађарске територије су увећане. Првом арбитражом 1938. (посредовањем нацистичке Немачке и Италије) враћен је јужни део Словачке. Другом бечком арбитражом 1940, Мађарска добија назад северни део Трансилваније. Мађарска затим приступа Тројном пакту 20. новембра исте године, а у децембру потписује споразум о вечном пријатељству са Краљевином Југославијом. После мартовских демонстрација у Југославији 1941, Хитлер је затражио од Мађарске да учествује у планираном нападу на суседну земљу. Премијер Пал Телеки је то одбио и извршио самоубиство. Нови премијер Мађарске, Ласло Бардоши (László Bárdossy), повео је земљу у рат, и заједно са немачким снагама Мађарска је окупирала Бачку, Прекомурје и Међумурје.
Мађарска је 1. јула 1941. ступила у рат против Совјетског Савеза. Миклош Хорти је сменио Бардошија и за премијера поставио Миклоша Калаија (Kállay Miklós), који је и даље подржавао Немачку, али је такође започео и преговоре са савезницима. У бици код Стаљинграда мађарска војска је доживела тежак пораз. Свестан мађарског приближавања савезницима, Хитлер је у марту 1944. окупирао Мађарску. Нови премијер, Деме Стојај, био је пронацистички настројен. Као последица тога из Мађарске је депортовано 437.402 Јевреја. У августу Хорти је поставио новог премијера, антифашисту, Гезу Лакатоша. (Lakatos Géza), који је зауставио депортацију мађарских држављана.
У Операцији Панцерфауст Немци су киднаповали Хортијевог сина и тако присилили Хортија да обустави примирје, смени Лакатоша и да за новог премијера постави вођу Стреластих крстова (Nyilaskeresztes Párt – Hungarista Mozgalom), Ференца Салашија (Szálasi Ferenc). Миклош Хорти је после овога дао оставку и тиме завршио период намесништва. Салаши је тад отпочео да води профашистичку политику и да верно служи нацистима.
Ова последња фашистичка влада није била дугог века. Продором совјетске Црвене армије у Мађарску и потискивањем нациста и њених савезника, нова привремена влада на челу са премијером Белом Миклошем (Miklós Béla) распустила је стару владу и 20. јануара 1945. склопила је примирје са Совјетским Савезом. За Мађарску, Други светски рат је завршен 4. априла 1945. године.

#### Губици
Тамаш Штарк (мађ. Stark Tamás), даје следеће бројке о губицима Мађарске за време Другог светског рата. Према њему војни губици износе око 300.000-310.000 особа. Ова бројка обухвата 110—120.000 погинулих у биткама и 200.000 несталих или руских заробљеника. Такође ова бројка укључује и губитке регрута са територија прикључених земаља Словачке, Румуније и Југославије. Што се тиче цивилних губитака, Штарк их процењује на око 80.000. Ова бројка укључује 45.500 убијених у ваздушним нападима, и 28.000 Рома, али не укључује и 200.000 убијених Јевреја, настрадалих у холокаусту)

## Народна Република Мађарска

### 1946—1955.
Париском мировном конференцијом, одржаном 1946, одређене су мађарске границе. Мађарска је10. фебруара 1947. потписала Споразум о миру и овим споразумом је враћена у границе из 1938. године уз мање територијалне уступке Чехословачкој.
Половина немачког становништва (240.000) депортована је из Мађарске у Немачку, а са Чехословачком је направљена присилна размена становништва.
Мађарска је проглашена републиком 1. фебруара 1946. а први председник је постао Золтан Тилди (мађ. Tildy Zoltán), вођа странке Независних ситних земљопоседника (FKgP). Нови министар унутрашњих послова, Ласло Рајк (мађ. Rajk László), вођа комунистичке странке, основао је тајну полицију која је затим почела да хапси припаднике других странака што је довело до слабљења истих. Убрзо долази до спајања Комунистичке и Социјалдемократске партије у Мађарску радничку странку, која постаје најјача странка у Мађарској.
Новим уставом из 18. августа 1949, Мађарска је проглашена народном републиком са уређењем по узору на совјетски устав из 1936. године. Све ово је била припрема за једностраначки систем и тзв. стаљинистичку еру Мађарске која је тада наступила.
Власт у Мађарској преузео је Маћаш Ракоши (мађ. Rákosi Mátyás), који спроводи чистке у којима је и сам Ласло Рајк настрадао, а на доживотну робију је осуђен и кардинал Јожеф Миндсенти (мађ. Mindszenty József).

### 1956.
Као последица многих догађаја — прогањања, намештених судских процеса, Стаљинове смрти и доласка Никите Хрушчова на власт у СССР, 1956. дошло је до протеста у Будимпешти. Тада је на чело земље дошао Имре Нађ (мађ. Nagy Imre), док је Јанош Кадар (мађ. Kádár János) преузео вођство над партијом. Ослобођени су политички затвореници, дата је већа слобода штампе и најављено је иступање из Варшавског пакта.
Хрушчов је, међутим, 4. новембра 1956. послао војску у Мађарску. Сва стратешки важна места су освојена (аеродроми, ауто-путеви, мостови), а неискусне мађарске револуционарне снаге су брзо поражене.
Током револуционарних борби погинуло је око 20.000 људи, око 200.000 је напустило земљу, од 26.000 колико је било на суђењу, њих 13.000 је завршило у затвору, док је 350 осуђено на смрт и погубљено.
Јанош Кадар је одведен у Москву и након уцена и наговарања прихватио је да пређе на страну совјета. Након што су га наговорили да напусти сигурност југословенске амбасаде у Будимпешти, Имре Нађ је ухапшен и погубљен 1958. у Москви. Остали чланови владе су или погубљени или умрли у заробљеништву, укључујући Пала Малетера (Maléter Pál), Гезу Лошонција (Losonczy Géza), Атилу Сигетија (Szigethy Attila) и Миклоша Гимеша (Gimes Miklós).

### 1962—1989.
Раздобље од 1962. до 1988, кроз које Мађарска пролази на челу са Јаношем Кадаром, познато је као раздобље гулаш комунизма. У овом раздобљу спроведен је низ реформи, а Мађарска је сматрана за једну од најлибералнијих земаља источног блока. Овај кадар се повукао са власти 1988. године, а заменио га је партијски вођа Имре Пожгаи (Pozsgay Imre). Парламент је 1989. изгласао демократски пакет којим се доносе нове слободе као што је оснивање синдиката, слобода удруживања и окупљања, слобода штампе као и нови изборни закон. У октобру исте године промењен је и устав. Априла 1990. године потписан је историјски споразум између Мађарске и Совјетског Савеза којим се уговорило потпуно повлачење јединица совјетске армије до јуна 1991. године, што се и догодило.
У октобру 1989. године одржан је и последњи конгрес Комунистичке партије. Исте године основана је и Мађарска социјалистичка странка, име земље је промењено у Република Мађарска, а парламент је такође донео и одлуку о одржавању првих вишестраначких избора након комунистичке ере.

## Република Мађарска1990—2012
На првим парламентарним изборима, одржаним у мају 1990, комунисти су изгубили власт. Влада је формирана коалицијом народне странке, десног центра и либералних странака. Премијер постаје Јожеф Антал (Antall József), а у Мађарску се полако уводи тржишна привреда и започиње приближавање Европској унији. У овом раздобљу транзиције дошло је и до пада животног стандарда и до пораста незапослености.
Године 1991, заједно са Чехословачком и Пољском, Мађарска је постала чланица Вишеградске групе а 1999. године примљена је у НАТО.
Од 1. маја 2004. године Мађарска је пуноправна чланица Европске уније.

## Мађарска од2012
Званично име државе се променило из Република Мађарска (мађ. Magyar Köztársaság) у Мађарска (мађ. Magyarország), ступањем на снагу новог Устава 1. јануара 2012.

### Писани документи
Највећи део ране Мађарске историје забележен је у летописима које садрже легенде о Хунима, Мађарима и Краљевини Угарској.
- (Дело Мађара), написан око 1200, аутор Magister P.;
- или  (Дела Хуна и Мађара), написан од стране Шимона из Кезе мађ. Simon Kéza, крајем 13. века;
- Илустрована хроника написан крајем 14. века;
- Летопис Мађара, написао Иван Турочки 1480..
- Grundzüge der Geschichte Ungarns. 1990. ISBN 978-3-534-00690-8.. Wissenschaftliche Buchgesellschaft, Darmstadt.
- Holger Fischer, Konrad Gündisch: Eine kleine Geschichte Ungarns. 1999. ISBN 978-3-518-12114-6.. edition suhrkamp, Frankfurt am Main.
- István Lázár: Kleine Geschichte Ungarns. 1989. ISBN 978-963-13-4293-2.. Corvina, Budapest.
- Lendvai, Paul (2001). Die Ungarn. Eine tausendjährige Geschichte. München. ISBN 978-3-442-15122-6.
- Miklós Molnár: Geschichte Ungarns. Von den Anfängen bis zur Gegenwart. 2004. ISBN 978-3-89622-031-8.. Hg. und Übersetzung von Bálint Balla. Reinhold Krämer, Hamburg.
- Klaus Weissgerber (2003). Ungarns wirkliche Frühgeschichte. Árpád eroberte schon 600 das Karpatenbecken. ISBN 978-3-928852-24-1.. Mantis, Gräfelfing. . (Eines der vielen „alternativen“ Bücher zu Ungarns Frühgeschichte; von der sonstigen Forschung deutlich abgelehnt)
- Унгер-Саболч: Историја Мађарске.